# Polesí (Rozvadov)
Polesí, bis 1949 Cirk (deutsch Zirk) ist eine Ortslage der Gemeinde Rozvadov (Roßhaupt) in Tschechien. Sie befindet sich einen Kilometer südwestlich von Rozvadov nahe der tschechisch-deutschen Grenze und gehört zum Okres Tachov.

## Geographie
Polesí liegt im böhmischen Teil des Oberpfälzer Waldes (Český les). Südlich erheben sich der Polesí (Türkenberg, 591 m n.m.) und der Na Rašelinami (Knoblochsberg, 576 m n.m.), südwestlich der Střebelský vrch (Mittlerberg, 567 m n.m.) und der Nad Celnicí (549 m n.m.), im Westen der Rippelberg (553 m ü. M.), der Greifenstein (619 m ü. M.) und der Březový vrch (Hohbirkenberg, 625 m n.m.). Durch Polesí verläuft die Staatsstraße II/605 zwischen Rozvadov und Waidhaus.
Nachbarorte sind Nové Domky (Neuhäusl) im Norden, Rozvadov, Rozcestí (Rahmbrücke) und Kateřinské Chalupy (Katharinahäuseln) im Nordosten, Robenava (Robenau) und Svatá Kateřina (Sankt Katharina) im Osten, Diana (Dianaberg) und Rybničná (Weiherwiesenhaus) im Südosten, Eslarn im Süden, Pfrentsch, Střeble (Ströbl) und  Frankenreuth im Südwesten, Grafenau im Westen sowie Reichenau und Hraničky (Reichenthal) im Nordwesten.

## Geschichte
Während des Dreißigjährigen Krieges trafen am 16. Juli 1621 am alten Roßhaupter Weg ein protestantisches Heer unter von Mansfeld mit 20.000 Mann und ein Ligaheer unter von Tilly mit 13.000 Mann aufeinander. Einen Sieger hatte die Schlacht bei Roßhaupt nicht.
In der Mitte des 18. Jahrhunderts gründeten die Besitzer der Herrschaft Groß Maierhöfen, die Grafen Kolowrat, das Dorf Trutz, ebenso auf der Türkenwiese die Einschicht Türckenhäuser (Turkovy Domky) – beides jedoch in den Wäldern des ihnen nicht gehörigen Hammergutes Ströbl. Wegen dieser Ansiedlungen entstanden Streitigkeiten zwischen beiden Grundherrschaften, so dass die Grafen Kolowrat zu deren Abstellung 1768 das Dorf Trutz auflösten und die Bewohner auf ihr Territorium umsiedelten. Die neue Siedlung Zirk wurde unweit der Türckenhäuser am Roßhaupter Steig im  Waldgebiet Czirke bei einem Kupferbergwerk angelegt. 1785 standen in Gezirk bzw. Zirk acht Häuser, das Kupferbergwerk war erloschen. In Türkenhäusel wurden vier Häuser gezählt
Im Jahre 1835 bestand das im Pilsner Kreis an der Roßhaupter Ärarialstraße gelegene Dorf Zirk bzw. Zürk  aus 21 Häusern mit 237 deutschsprachigen Einwohnern. Im Ort gab es ein Jägerhaus, ein Hegerhaus und ein Eisenerzbergwerk. Nach Zirk konskribiert waren die herrschaftliche Teerbrennerei sowie die aus sechs  Dominikalhäuschen bestehende Ansiedlung „Türkenhäusel“. Pfarrort war Neuhäusel. Bis zur Mitte des 19. Jahrhunderts blieb das Dorf der Herrschaft Groß Maierhöfen untertänig.
Nach der Aufhebung der Patrimonialherrschaften bildete Zirk ab 1849 einen Ortsteil der Gemeinde Roßhaupt im Gerichtsbezirk Pfraumberg. Ab 1869 gehörte Zirk zum Bezirk Tachau. Zu dieser Zeit hatte das Dorf 342 Einwohner und bestand aus 25 Häusern. Im Jahre 1900 lebten in Zirk 356 Personen, 1910 waren es 351. Nach dem Zusammenbruch der k.k. Monarchie wurde das Dorf 1918 Teil der neu gebildeten Tschechoslowakei. Beim Zensus von 1921 lebten in den 42 Häusern des Dorfes 357 Personen, darunter 355 Deutsche und ein Tscheche. Der tschechische Ortsname Cirk wurde 1924 eingeführt. Im Jahre 1930 bestand Zirk aus 61 Häusern und hatte 407 Einwohner. Nach dem Münchner Abkommen wurde das Dorf im Herbst 1938 dem Deutschen Reich zugeschlagen und gehörte bis 1945 zum Landkreis Tachau. Nach dem Ende des Zweiten Weltkrieges wurde Cirk wieder Teil der Tschechoslowakei. Die deutschböhmische Bevölkerung wurde vertrieben und das Dorf wegen der Grenznähe nur schwach wiederbesiedelt; die Ansiedlung Turkovy Domky erlosch ganz. 1949 erfolgte die Umbenennung in Polesí. Im Jahre 1950 lebten in den 56 Häusern von Polesí nur noch 31 Personen. 1961 hatte Polesí 84 Einwohner. In den 1970er Jahren entstand bei der Wüstung Turkovy Domky die Übergabestation Rozvadov der Transgas-Pipeline. Zum 1. Juli 1980 wurde der Ortsteil Polesí aufgehoben und mit Rozvadov fusioniert.

## Ortsgliederung
Polesí gehört zum Ortsteil Rozvadov und ist auch Teil des gleichnamigen Katastralbezirks.

## Sehenswürdigkeiten
- Tillyschanze auf dem Nad Rašelinami, errichtet 1621